# Pont Russey Keo provisoire en acier
Le pont Russey Keo provisoire en acier est un pont temporaire à Phnom Penh, au Cambodge sur le Tonlé Sap, entre les quartiers de Russey Keo et de Chroy Changvar. Il est destiné à soulager le double pont Chroy Changvar, 2 500 mètres en aval, souvent saturé et dont l'un devait être fermé en urgence pour plusieurs mois. Il est ouvert depuis le 8 mai 2018, mais contrairement à ce qui était prévu, ce pont provisoire n'a pu être inauguré que plusieurs mois après que le pont sud Chroy Changvar ne soit fermé pour travaux. 
La construction du pont Russey Keo définitif en béton situé juste à côté, a débuté ce même mois de mai, il a été achevé en avril 2023, ce pont provisoire devrait donc être démonté  prochainement.